# Kaiserliches Schloss zu Posen

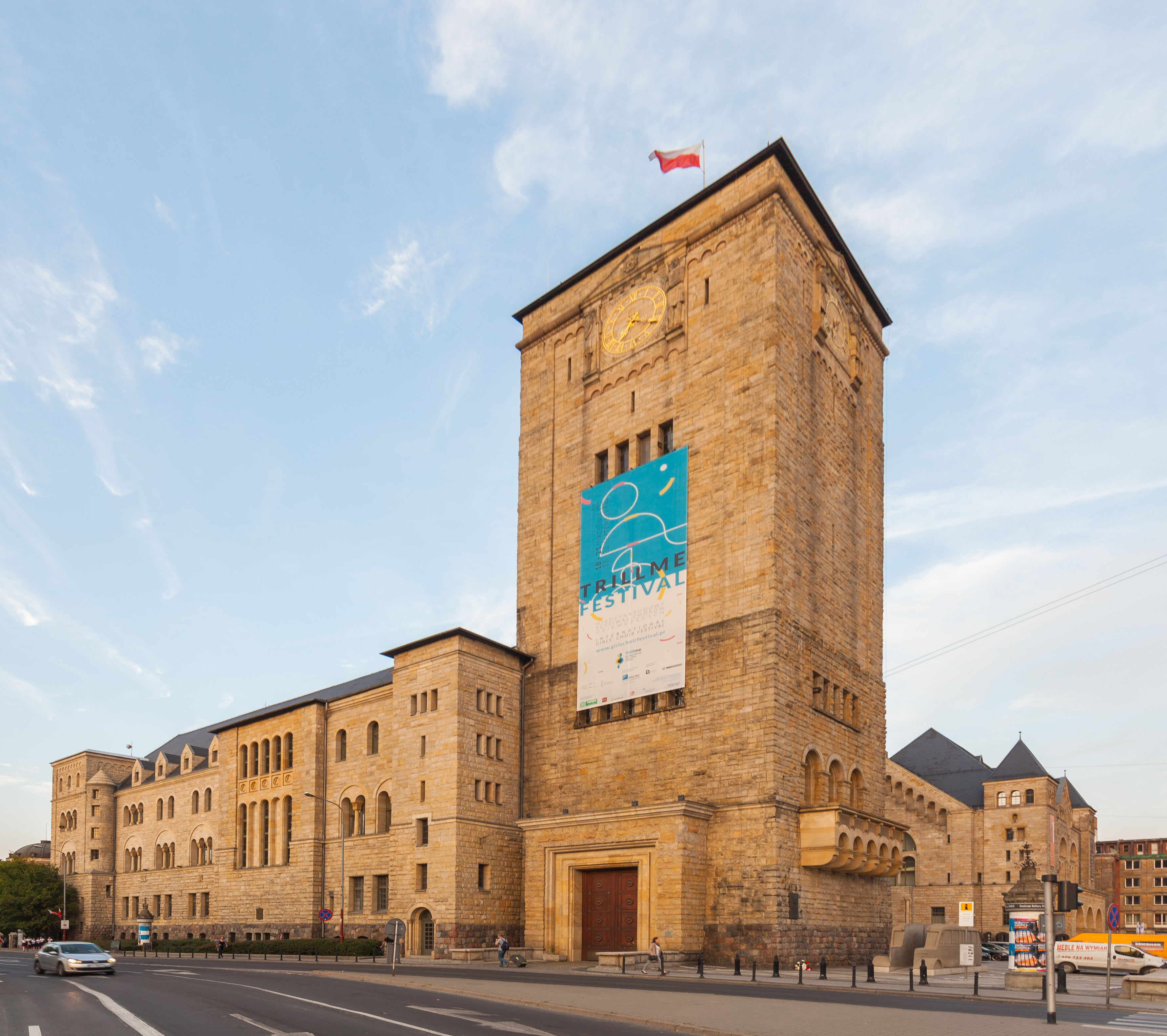
Kaiserliches Schloss zu Posen

Das Kaiserliche Schloss zu Posen (polnisch Zamek Cesarski w Poznaniu) ist ein Kulturzentrum in der polnischen Stadt Posen. Das neoromanische Gebäude wurde 1905 bis 1910 im Auftrag von König Wilhelm II. von Preußen nach Entwurf von Franz Schwechten als Königliches Schloss errichtet.

## Name
Im Königreich Preußen (bis 1918) wurde das Gebäude Königliches Schloss genannt, da es eine Residenz des Königs von Preußen (Wilhelm II.) war. In der Republik Polen (seit 1989) wird das Gebäude Kaiserliches Schloss genannt, um es vom älteren Königlichen Schloss, der Residenz der Könige von Polen, zu unterscheiden.

## Geschichte

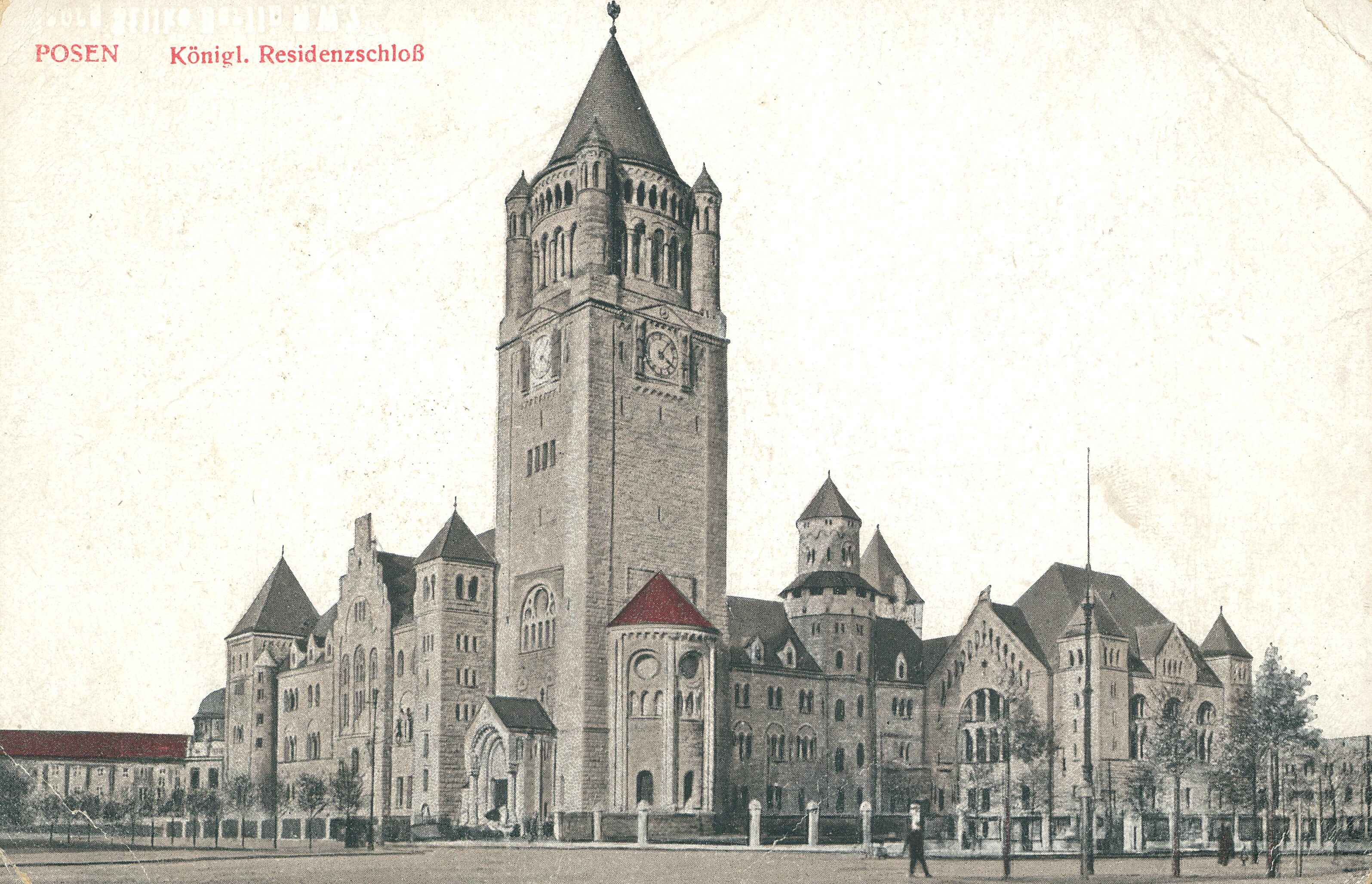
Ursprünglicher Zustand

Kaiser Wilhelm II. ließ Anfang des 20. Jahrhunderts verschiedene Schlossprojekte verwirklichen: die Rekonstruktion der Hohkönigsburg im Elsass (1901–1908), die Renovierung der Ordensburg Marienburg (1896–1918) sowie nach deren Vorbild, nahe der Grenze zu Dänemark, die Errichtung der Marineschule Mürwik (1907–1910) für die Marine. Bei der Einweihung der Hohkönigsburg erwähnte Wilhelm II. unter anderem auch die Marienburg und deren besonderen Status mit den Worten: „Möge die Hohkönigsburg hier im Westen des Reiches, wie die Marienburg im Osten, als ein Wahrzeichen deutscher Kultur und Macht bis in die fernsten Zeiten erhalten bleiben.“
Die Idee zu einem Residenzschloss in Posen wurde 1902 mit dem Abbruch der Befestigungsanlagen der Stadt geboren. Man wollte in der ehemals polnischen Stadt im Osten des Reiches die Anwesenheit der deutschen Herrschaft mit einem neuen Stadtzentrum vergegenwärtigen. Und so plante man das Kaiserforum, welches aus Residenzschloss, Opernhaus, Postgebäude, Ansiedlungskommission, Königlicher Akademie, der Musikakademie Posen, der evangelisch-lutherischen Erlöserkirche sowie dem Bismarck-Denkmal bestehen sollte. Ziel war es außerdem, eine von Westen her geschlossene Silhouette zu schaffen, die den Eindruck von Posen als einer rein deutschen Stadt vermitteln sollte. Die Pläne zu diesem Forum wurden von Joseph Stübben bereits 1904 ausgearbeitet. Die Bauarbeiten begannen allerdings erst 1905 und dauerten fünf Jahre. Die Gesamtkosten für den Bau des Schlosses beliefen sich auf fünf Millionen Mark. Das Schloss wurde am 21. August 1910 am sogenannten Posener Kaisertag mit dem Besuch Kaiser Wilhelms II. eingeweiht. Am 27. August 1913 reiste Wilhelm II. nochmals an, um die Fertigstellung der Kapelle des Residenzschlosses zu feiern. Der erste und einzige Schlosshauptmann des Schlosses war von 1906 bis 1918 der polnischstämmige Bogdan Graf von Hutten-Czapski.

## Architektur

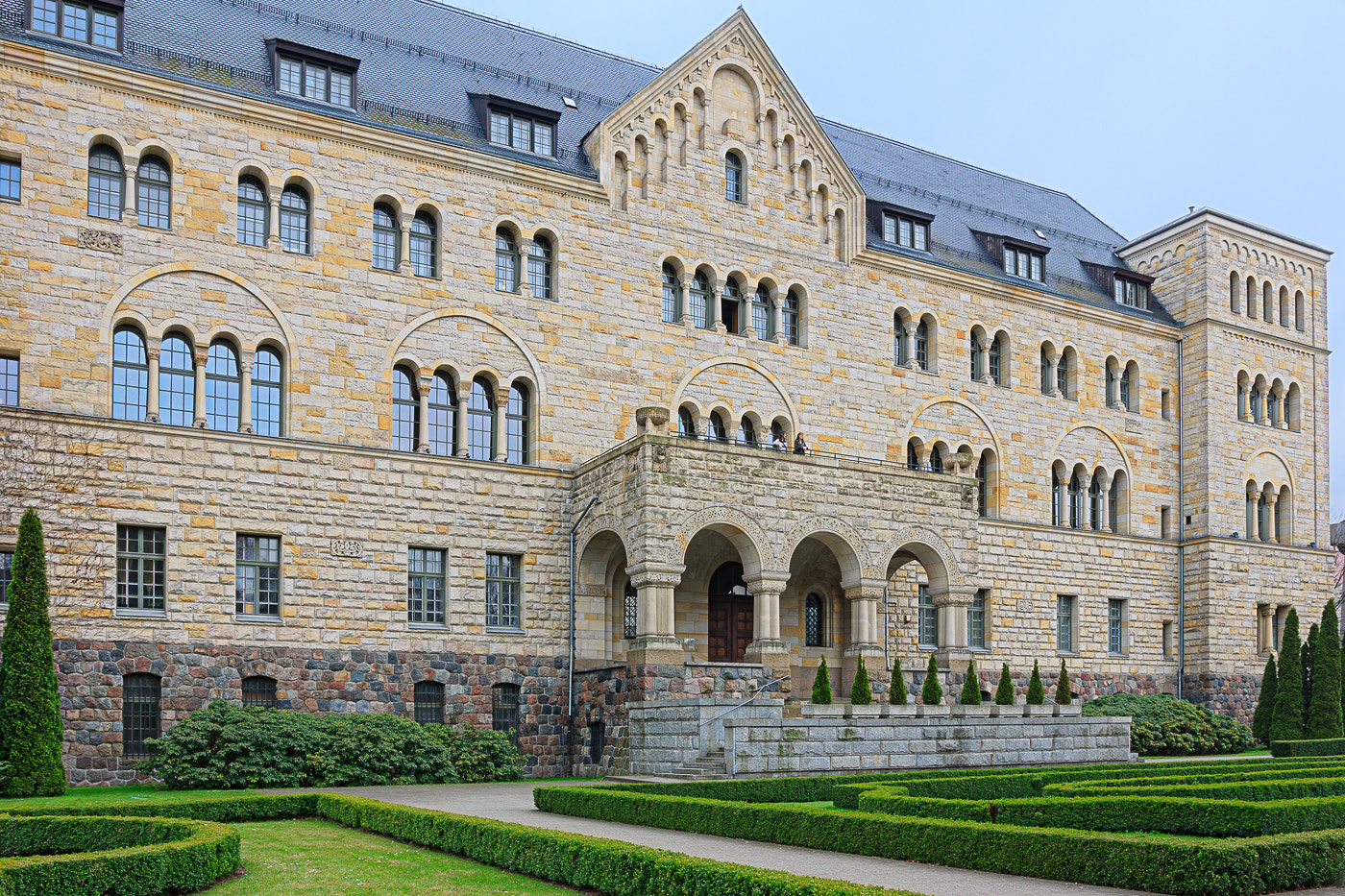
Nordfassade

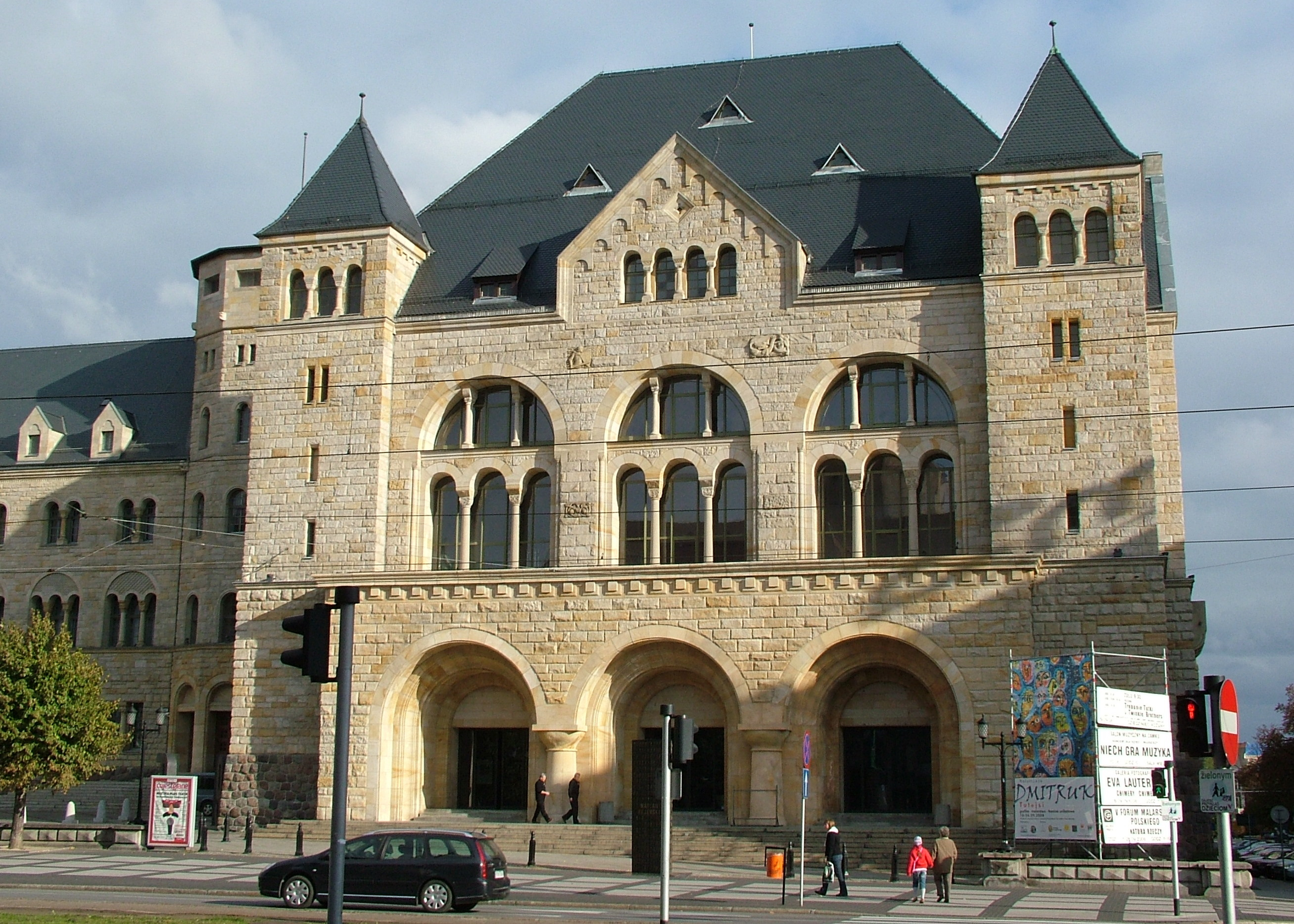
Südfassade

Das Schloss ist einer mittelalterlichen Königspfalz nachempfunden und wurde aus Beton, Backstein und schlesischem Sandstein erbaut. Das Hauptgebäude im Süden des Schlosskomplexes besteht aus einem größeren Westflügel, in dem die Wohnräume untergebracht sind, und einem kleineren Ostflügel, in dem die Repräsentationsräume liegen. Im Erdgeschoss des Westflügels waren die Räume des Militärgerichts und des Kaiserlichen Gerichtshofes untergebracht.
Im ersten Stockwerk waren die Privaträume des Kaisers und der Kaiserin eingerichtet. Die Privatkapelle wurde in dem großen Schlossturm des Westflügels von dem Architekten August Oetken im byzantinischen Stil entworfen. Sie ist der Cappella Palatina in Palermo nachempfunden, die von Oetken entworfenen Mosaiken lieferte die Firma Puhl & Wagner. Unter der Kapelle auf der Westseite des Turmes lag der Privateingang des Kaisers, der nur ihm vorbehalten war. Von ihm aus gelangte man über Treppenaufgänge direkt in den ersten Stock. Der Flur, der zu den Schlafzimmern des Kaisers und der Kaiserin führte, war mit vier Figuren geschmückt; sie stellten den Markgrafen Gero, Otto den Großen, Friedrich Barbarossa und Wladyslaw II. dar.
Die Räume des zweiten Stockwerks waren für den Kronprinzen gedacht und führten deswegen den Namen Prinzenräume. Die meisten Räume schließen sich um ein zentrales Foyer an. Der prunkvollste Raum des Schlosses war der byzantinische Thronsaal. Der Saal wurde von drei Seiten durch sehr große Fensterbögen erleuchtet. Zwischen diesen waren Nischen in die Wand eingelassen, in denen acht Statuen standen, welche Kaiser des Heiligen Römischen Reiches darstellten. Der orientalisch anmutende Thron wurde unter dem mittleren Fensterbogen aufgestellt.
Über den Fensterbögen befand sich eine Galerie, die dem Orchester und den Gästen Platz bieten sollte. Der Haupteingang zu den Repräsentationsräumen war über die Walowa-Straße zu erreichen. Der Nordteil des Schlosskomplexes lag an der Berliner Straße, jetzt Fredry-Straße. In ihm waren die Räume der Bediensteten, die Ställe und Garagen sowie das Kutscherhaus untergebracht. Im Schloss gibt es einen Hof, in dem eine Kopie des Löwenbrunnens der Alhambra in Spanien steht.

## Zweite Polnische Republik (1919 bis 1939)
Infolge des Versailler Vertrages wurde Posen von Deutschland an Polen abgetreten. In der Zwischenkriegszeit fungierte das Schloss als Residenz für den Präsidenten der Republik Polen; einen Teil der Räumlichkeiten benutzte ferner die Posener Universität. Die protestantische Kapelle wurde in eine katholische umgewandelt und die Bilder des Kaisers überstrichen.

## Deutsche Besetzung Polens (1939 bis 1945)
Nach der Besetzung Polens veranlasste Adolf Hitler den Ausbau des Posener Schlosses zu einer repräsentativen „Führerresidenz“. Damit sollte der deutsche Herrschaftsanspruch im annektierten Reichsgau Wartheland manifestiert werden. Hitlers Chefarchitekt Albert Speer beauftragte seinen jungen Kollegen Franz Böhmer mit dieser Aufgabe. Vom Frühjahr 1940 an wurde die aufwendige Umgestaltung des Gebäudes begonnen, die zugleich als Amtssitz für den Reichsstatthalter und Gauleiter Arthur Greiser gedacht war. In die Planung des Umbaus flossen wiederholt Vorschläge Speers und Hitlers ein. Der ausführende Architekt Franz Böhmer meldete sich im Februar 1943 (nach der Schlacht von Stalingrad) freiwillig an die Ostfront, was vermutlich auch mit persönlicher Enttäuschung über den Fortgang der Bauarbeiten und Kritik an der Bauausführung zusammenhing.
Auf der Baustelle waren mehr als 600 Arbeiter tätig, darunter auch Zwangsarbeiter. Anfangs war die Planung von einer zweijährigen Baudauer ausgegangen. Schließlich konnte Greiser erst im Dezember 1943 seinen Amtssitz im „Gauleitergeschoss“ beziehen. Der Innenausbau der Prachträume wurde noch bis zum Sommer 1944 vorangetrieben. Eine der vorgenommenen Veränderungen betraf die Umwandlung der ehemaligen Privatkapelle Wilhelms II. in das mit Marmor ausgekleidete Arbeitszimmer Hitlers. Es wies eine Grundfläche von etwa 130 Quadratmetern auf. Vom Entwurf her war es eine Kombination der Arbeitszimmer im Münchener Führerbau und der Neuen Reichskanzlei.
Gelegentlich wird behauptet, Heinrich Himmler habe im Schloss am 4. und 6. Oktober 1943 vor SS-Führern seine berüchtigten Posener Geheimreden über die Vernichtung der Juden gehalten. Ort des Geschehens war aber vermutlich das Posener Rathaus, in dem sich der „Goldene Saal“ befindet, der in dem Zusammenhang oft erwähnt wird. Zum fraglichen Zeitpunkt stand das Schloss zudem wegen der Bauarbeiten praktisch nicht zur Verfügung.

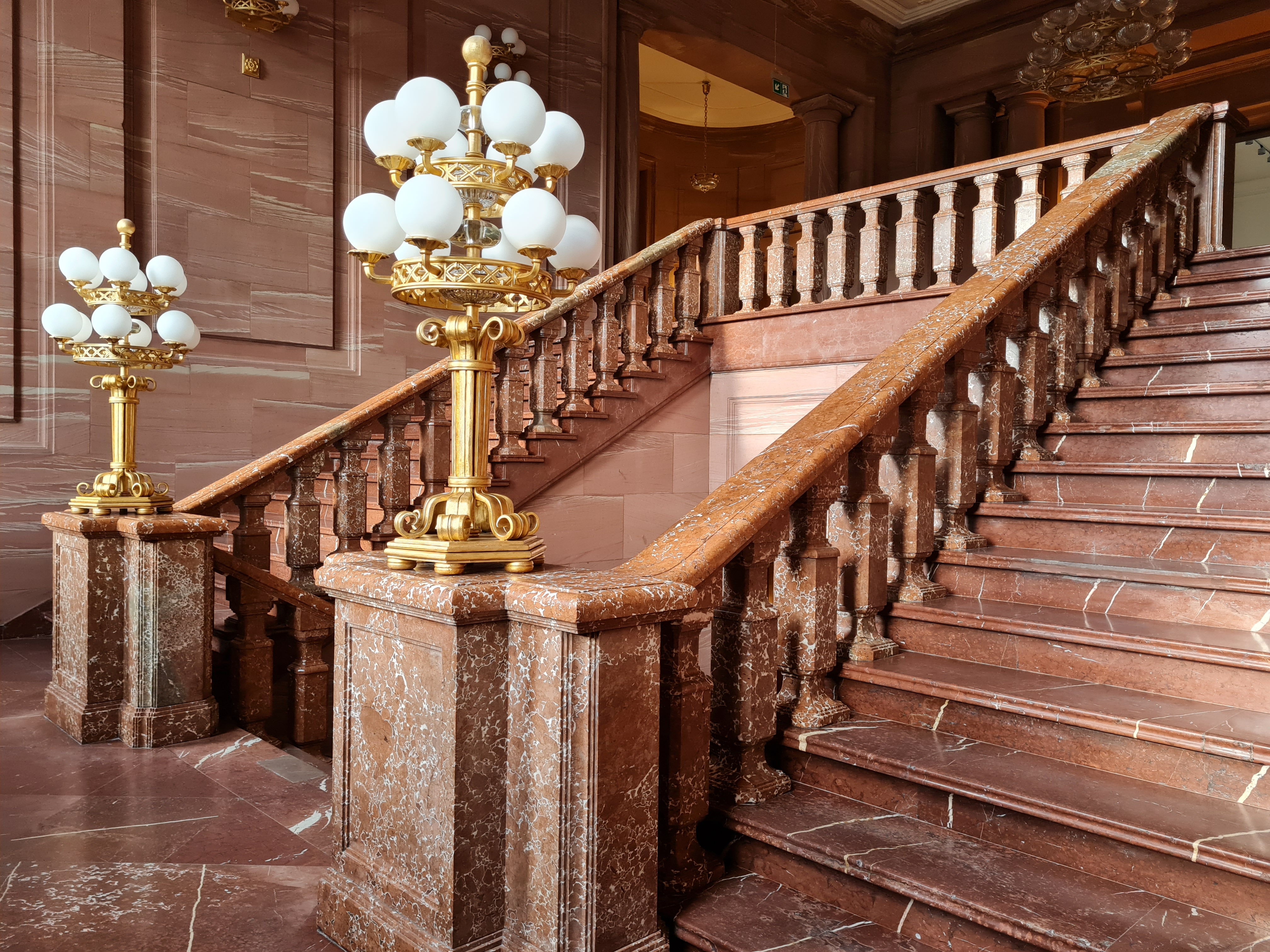
Treppenhaus
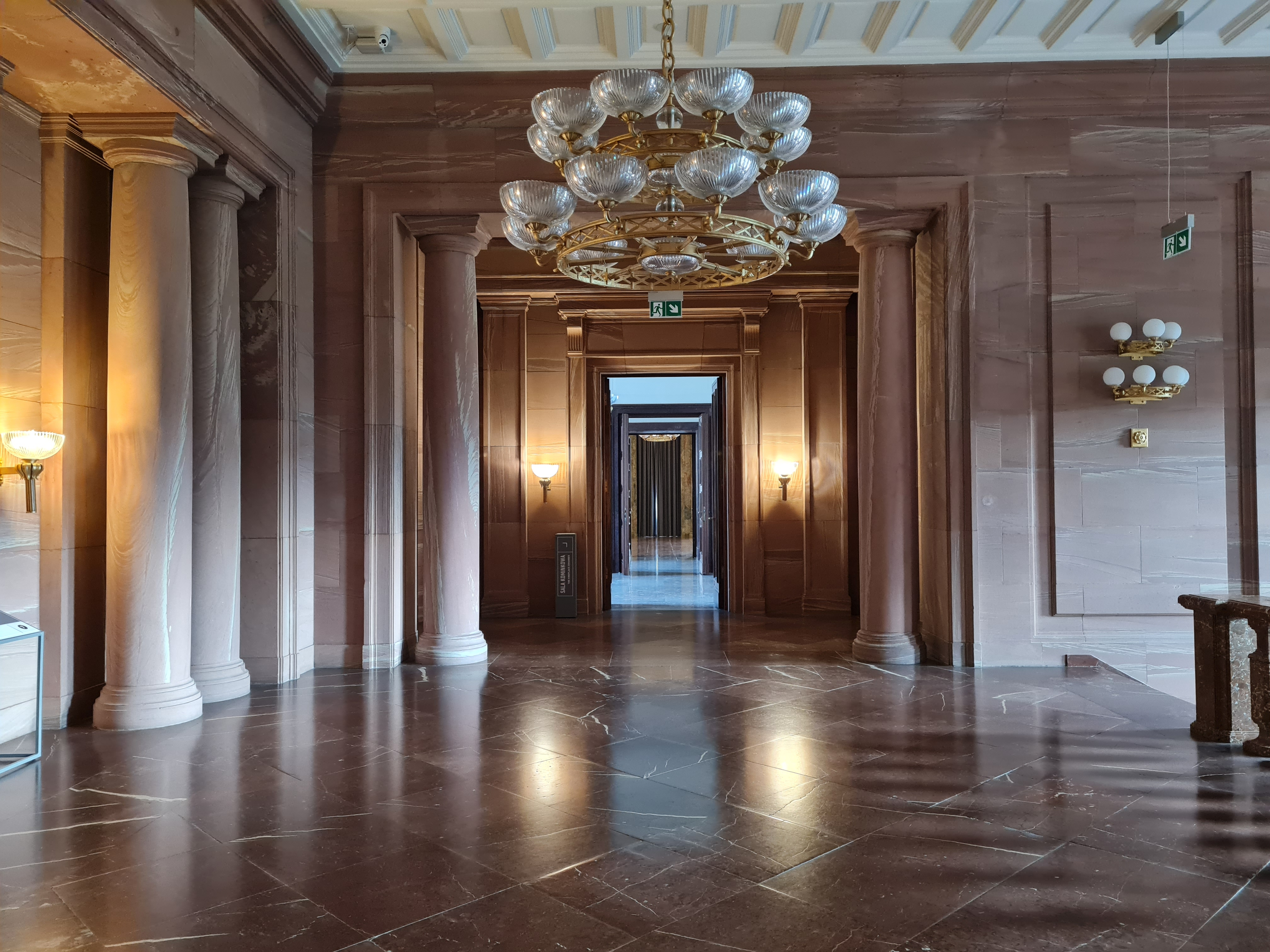
Hitlers Zimmerfolge
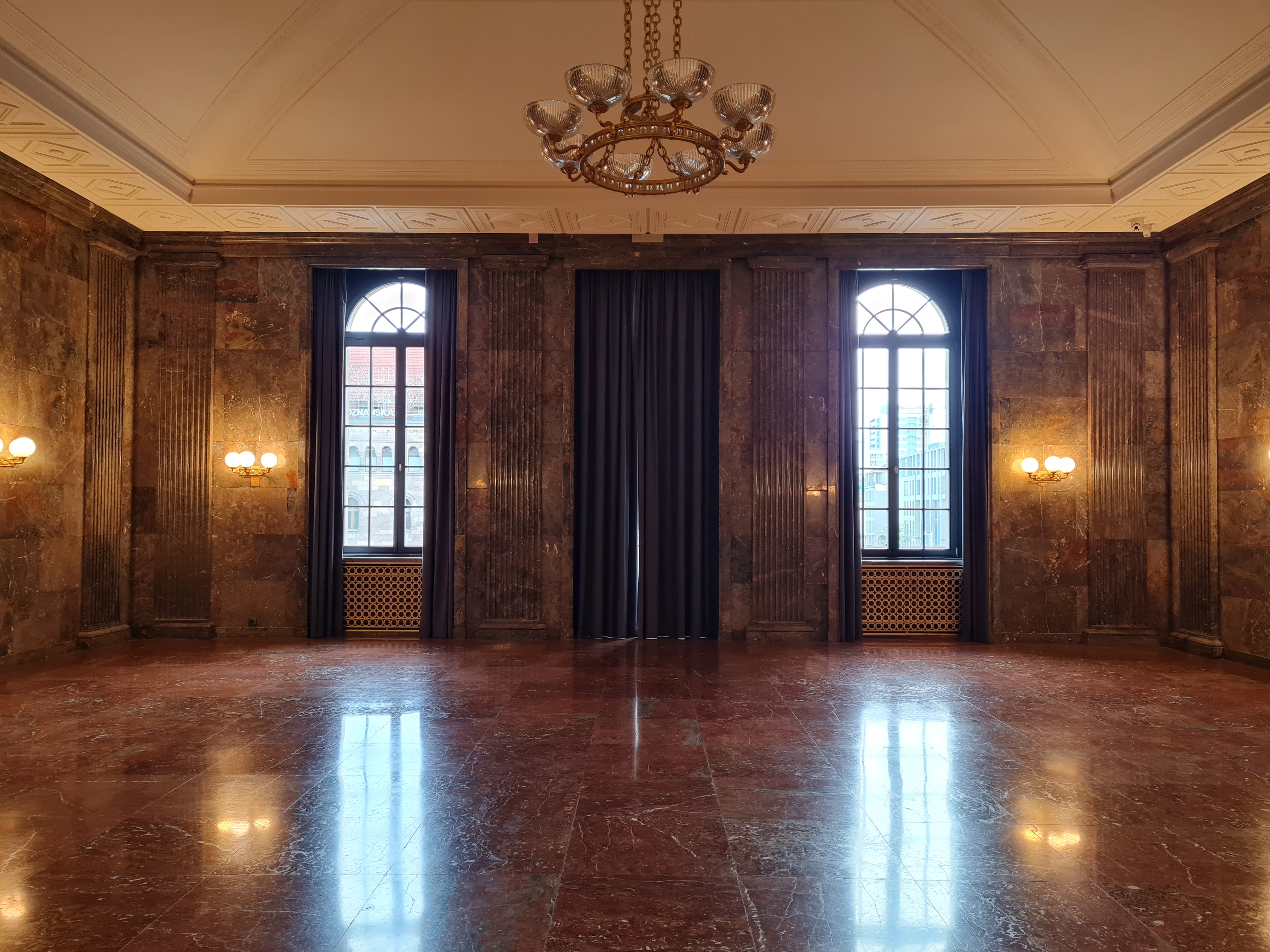
Hitlers Arbeitszimmer

## Kulturzentrum Schloss (seit 1947)

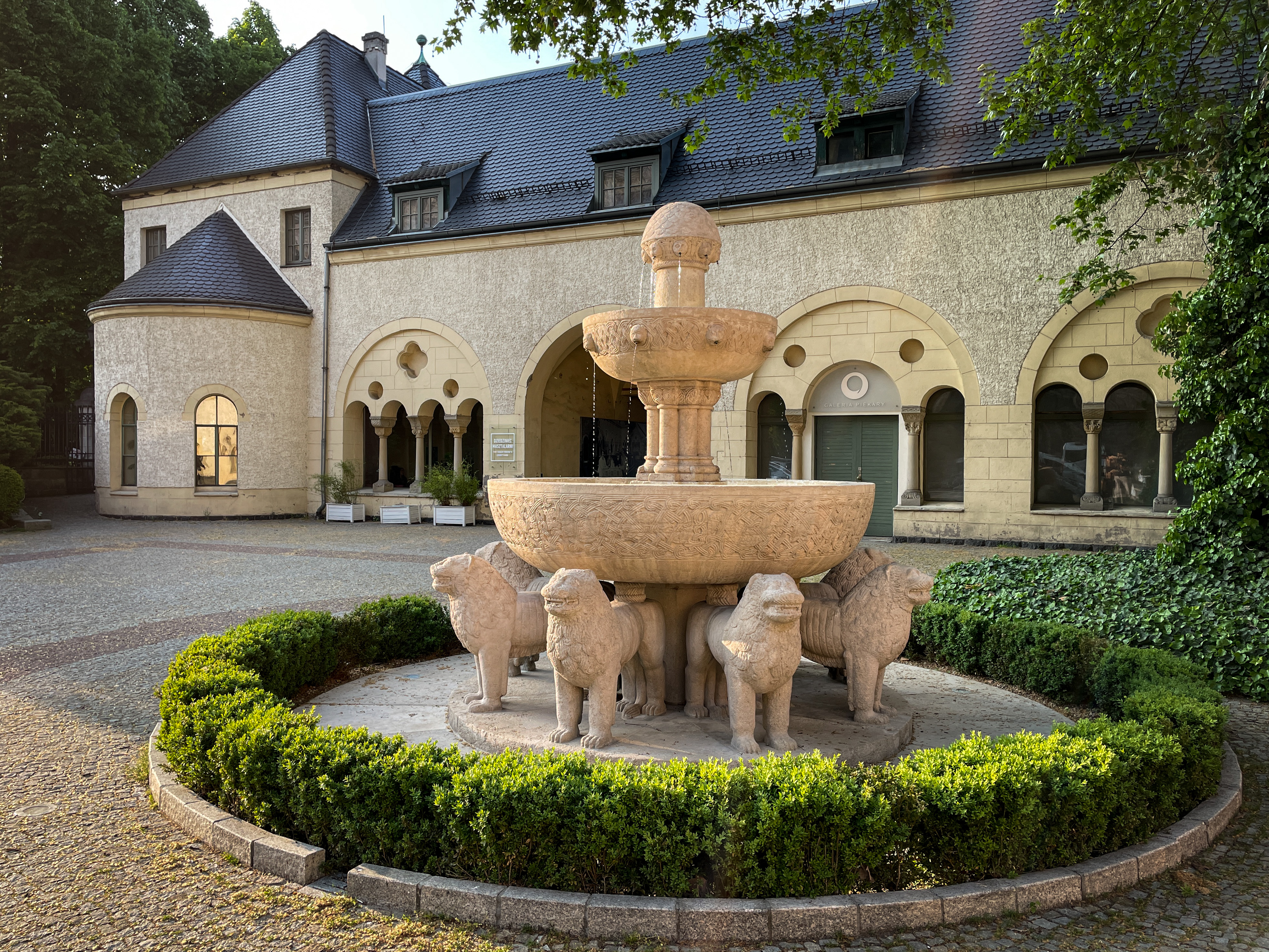
Löwenbrunnen im Schlosshof

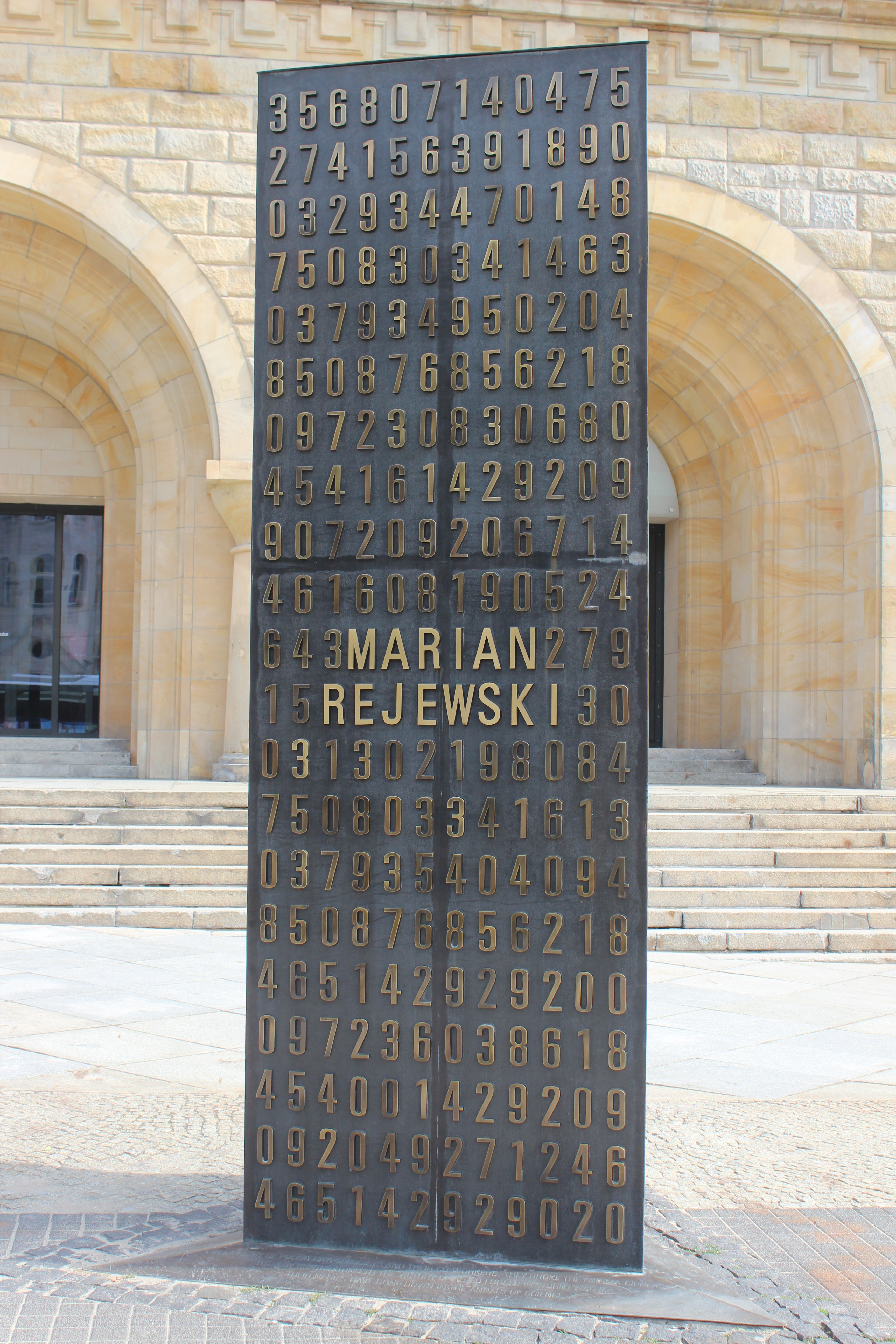
Kryptologen-Denkmal vor dem Schloss

Bei Kriegsende wurde das Schloss während der Schlacht um Posen zwar ziemlich in Mitleidenschaft gezogen, nahm in seiner Grundsubstanz aber kaum Schaden. Nach der Einkesselung der Stadt wurde es zum Lazarett umfunktioniert, das zuletzt bis zu 2.000 Verwundete in seinem Inneren beherbergt haben dürfte. Nach der Besetzung durch die Rote Armee am 2. Februar diente es bis März 1945 als Sammelstelle für deutsche Verwundete. Unter diesen brach eine Ruhrepidemie aus, die auf ihrem Höhepunkt schätzungsweise bis zu 30 Opfer täglich forderte. 1947/48 exhumierten die polnischen Behörden allein im Schlosspark 765 in einem Massengrab verscharrte deutsche Soldaten.
Aufgrund des enormen Raummangels im schwer zerstörten Posen entschieden sich die polnischen Behörden, das Schloss weiter zu benutzen. Im Zuge der Wiederherstellungsarbeiten wurde der durch die Kriegshandlungen zerstörte Turm um zwanzig Meter verkürzt. In das reparierte Schloss zogen zunächst die Universität und die Stadtverwaltung ein, bevor es seit den sechziger Jahren als Kulturzentrum diente. Die – einschließlich der nationalsozialistischen Umbauten – original restaurierten Räume werden in neuerer Zeit zu unterschiedlichen Zwecken genutzt, darunter auch von neu gegründeten Firmen. Außerdem wird über eine Wiederherstellung der zerstörten Turmspitze nachgedacht.
Im Jahr 2007 wurde vor dem Haupteingang zum Westflügel zu Ehren der drei polnischen Kryptoanalytiker Marian Rejewski, Jerzy Różycki und Henryk Zygalski, denen bereits im Jahr 1932 der erste Bruch der deutschen Rotor-Schlüsselmaschine Enigma gelang, das Kryptologen-Denkmal errichtet.

## Film
- Geheimnisvolle Orte. Hitlers Schloss in Posen. Dokumentation, 2008, 45 Min., Buch und Regie: Daniel und Jürgen Ast, Produktion: rbb, Erstsendung: 2. Dezember 2008.